# Toronto Maple Leafs
Toronto Maple Leafs är en kanadensisk ishockeyorganisation vars lag är baserat i Toronto i Ontario och som har varit medlemsorganisation i National Hockey League (NHL) sedan den 26 november 1917, när ishockeyligan bildades. De antog namnet Toronto Arenas. Den 7 december 1919 köpte Toronto St. Patricks (OHA) ishockeyorganisationen och bytte namn på den till vad de hette. Den 14 februari 1927 tog en investeringsgrupp, ledd av affärsmannen Conn Smythe, över Toronto St. Patricks och ishockeyorganisationen fick då sitt nuvarande namn.
Maple Leafs tillhör den exklusiva skaran "Original Six" ("de sex ursprungliga") med Boston Bruins, Chicago Blackhawks, Detroit Red Wings, Montreal Canadiens och New York Rangers. Hemmaarenan är Scotiabank Arena och invigdes den 19 februari 1999 som Air Canada Centre. Laget spelar i Atlantic Division tillsammans med Boston Bruins, Buffalo Sabres, Detroit Red Wings, Florida Panthers, Montreal Canadiens, Ottawa Senators och Tampa Bay Lightning.
Maple Leafs har vunnit Stanley Cup för säsongerna 1917–1918, 1921–1922, 1931–1932, 1941–1942, 1944–1945, 1946–1947, 1947–1948, 1948–1949, 1950–1951, 1961–1962, 1962–1963, 1963–1964, 1966–1967, vilket är totalt 13 stycken och näst flest, det är bara Montreal Canadiens som har vunnit fler, 24 stycken. De har haft en del namnkunniga spelare genom åren som bland andra Darryl Sittler, Dave Keon, Börje Salming, Mats Sundin, Ted Kennedy, Johnny Bower, Syl Apps, Red Kelly, Frank Mahovlich, Turk Broda, Wendel Clark, Doug Gilmour, Busher Jackson, Tim Horton, Charlie Conacher, Mitch Marner, Hap Day, Ed Belfour, Rick Vaive, George Armstrong, Terry Sawchuk och Lanny McDonald.

## Historik

### Stanley Cup-spel

#### 1910-talet
- 1918 – Vann finalen mot Vancouver Millionaires med 3–2 i matcher.
  - Jack Adams, Arthur Brooks, Harry Cameron, Jack Coughlin, Rusty Crawford, Corb Denneny, Harry Hap Holmes, Jack Marks, Harry Meeking, Harry Mummery, Reg Noble, Ken Randall & Alf Skinner – Dick Carroll.
- 1919 – Missade slutspel.
- 1919 – Missade slutspel.

#### 1920-talet
- 1920 – Missade slutspel.
- 1921 – Förlorade i finalen mot Ottawa Senators med 0–7.
- 1922 – Vann finalen mot Vancouver Millionaires med 3–2 i matcher.
  - Lloyd Andrews, Harry Cameron, Corb Denneny, Cecil "Babe" Dye, Eddie Gerard, Stan Jackson, Ivan Mitchell, Reg Noble (C), Pat Nolan, Ken Randall, John Ross Roach, George "Glenn" Smith, Rod Smylie, Ted Stackhouse, Bill "Red" Stuart & W. Teale – George O'Donoghue.
- 1923 – Missade slutspel.
- 1929 – Förlorade i andra ronden mot New York Rangers med 0–2 i matcher.

#### 1930-talet
- 1930 – Missade slutspel.
- 1931 – Förlorade i första ronden mot Chicago Black Hawks med 3–4.
- 1932 – Vann finalen mot New York Rangers med 3–0 i matcher.
  - Irvine Ace Bailey, Andy Blair, Lorne Chabot, Frank King Clancy, Charlie Conacher, Harold Cotton, Hal Darragh, Clarence Hap Day (C), Frank Finnigan, Bob Gracie, Reginald Red Horner, Harvey Busher Jackson, Alex Levinsky, Earl Miller, Joe Primeau & Fred Robertson – Dick Irvin.
- 1933 – Förlorade i finalen mot New York Rangers med 1–3 i matcher.
- 1939 – Förlorade i finalen mot Boston Bruins med 1–4 i matcher.

#### 1940-talet
- 1940 – Förlorade i finalen mot New York Rangers med 2–4 i matcher.
- 1941 – Förlorade i första ronden mot Boston Bruins med 3–4 i matcher.
- 1942 – Vann finalen mot Detroit Red Wings med 4–3 i matcher.
  - Sylvanus Syl Apps Sr., Walter Turk Broda, Lorne Carr, Bob Davidson, Ernie Dickens, Gord Drillon, Bob Goldham, Hank Goldup, Reg Hamilton, Rudolph "Bingo" Kampman, Pete Langelle, John McCreedy, Wilfred Bucko McDonald, Don Metz, Nick Metz, David Sweeney Schriner, Wally Stanowski, Gaye Stewart, Billy Taylor Sr. – Clarence Hap Day.
- 1943 – Förlorade i första ronden mot Detroit Red Wings med 2–4 i matcher.
- 1944 – Förlorade i första ronden mot Montreal Canadiens med 1–4 i matcher.
- 1945 – Vann finalen mot Detroit Red Wings med 4–3 i matcher.
  - Pete Backor, Gus Bodnar, Lorne Carr, Bob Davidson, Reg Hamilton, Mel Hill, Art Jackson, Ross Johnstone, Rudolph "Bingo" Kampman, Ted "Teeder" Kennedy, Frank McCool, John McCreedy, Jack McLean, Don Metz, Nick Metz, Elwin "Moe" Morris, Tom O'Neill, Walter Babe Pratt, David Sweeney Schriner & Wally Stanowski – Clarence Hap Day.
- 1946 – Missade slutspel.
- 1947 – Vann finalen mot Montreal Canadiens med 4–2 i matcher.
  - Sylvanus Syl Apps (C), Bill Barilko, Gus Bodnar, Garth Boesch, Walter Turk Broda, Bill Ezinicki, Bob Goldham, Ted "Teeder" Kennedy, Joe Klukay, Vic Lynn, Jack McLean, Howie Meeker, Don Metz, Nick Metz, Gus Mortson, Tom O'Neill, Norman Bud Poile, Wally Stanowski, Gaye Stewart, Jimmy Thomson & Harry Watson – Clarence Hap Day.
- 1948 – Vann finalen mot Detroit Red Wings med 4–0 i matcher.
  - Sylvanus Syl Apps (C), Bill Barilko, Max Bentley, Garth Boesch, Walter Turk Broda, Les Costello, Bill Ezinicki, Ted "Teeder" Kennedy, Joe Klukay, Vic Lynn, Howie Meeker, Don Metz, Nick Metz, Gus Mortson, Tom O'Neill, Phil Samis, Sid Smith, Wally Stanowski, Jimmy Thomson & Harry Watson – Clarence Hap Day.
- 1949 – Vann finalen mot Detroit Red Wings med 4–0 i matcher.
  - Bill Barilko, Max Bentley, Garth Boesch, Walter Turk Broda, Bob Dawes, Bill Ezinicki, Cal Gardner, Bill Juzda, Ted "Teeder" Kennedy (C), Joe Klukay, Vic Lynn, Fleming Mackell, Howie Meeker, Don Metz, Gus Mortson, Tod Sloan, Sid Smith, Harry Taylor, Jimmy Thomson, Ray Timgren & Harry Watson – Clarence Hap Day.

#### 1950-talet
- 1950 – Förlorade i första ronden mot Detroit Red Wings med 3–4 i matcher.
- 1951 – Vann finalen mot Montreal Canadiens med 4–1 i matcher.
  - Bill Barilko, Max Bentley, Hugh Bolton, Walter Turk Broda, Fern Flaman, Cal Gardner, Bob Hassard, Bill Juzda, Ted "Teeder" Kennedy (C), Joe Klukay, Danny Lewicki, Fleming Mackell, John McCormack, Howie Meeker, Gus Mortson, Elwin Al Rollins, Tod Sloan, Sid Smith, Harry Taylor, Jimmy Thomson, Ray Timgren & Harry Watson – Joe Primeau.
- 1952 – Förlorade i första ronden mot Detroit Red Wings med 0–4 i matcher.
- 1959 – Förlorade i finalen mot Montreal Canadiens med 1–4 i matcher.

#### 1960-talet
- 1960 – Förlorade i finalen mot Montreal Canadiens med 0–4 i matcher.
- 1961 – Förlorade i första ronden mot Detroit Red Wings med 1–4 i matcher.
- 1962 – Vann finalen mot Chicago Black Hawks med 4–2 i matcher.
  - Al Arbour, George Armstrong (C), Bob Baun, Johnny Bower, Carl Brewer, Dick Duff, Billy Harris, Larry Hillman, Tim Horton, Leonard Red Kelly, Dave Keon, Ed Litzenberger, John MacMillan, Frank Mahovlich, Bob Nevin, Bert Olmstead, Bob Pulford, Eddie Shack, Don Simmons, Allan Stanley & Ron Stewart – George Punch Imlach.
- 1963 – Vann finalen mot Detroit Red Wings med 4–1 i matcher.
  - George Armstrong (C), Bob Baun, Johnny Bower, Carl Brewer, Kent Douglas, Dick Duff, Billy Harris, Larry Hillman, Tim Horton, Leonard Red Kelly, Dave Keon, Ed Litzenberger, John MacMillan, Frank Mahovlich, Bob Nevin, Bob Pulford, Eddie Shack, Don Simmons, Allan Stanley & Ron Stewart – George Punch Imlach.
- 1964 – Vann finalen mot Detroit Red Wings med 4–3 i matcher.
  - Al Arbour, George Armstrong (C), Andy Bathgate, Bob Baun, Johnny Bower, Carl Brewer, Kent Douglas, Gerry Ehman, Billy Harris, Tim Horton, Larry Hillman, Leonard Red Kelly, Dave Keon, Ed Litzenberger, Frank Mahovlich, Don McKenney, Jim Pappin, Bob Pulford, Eddie Shack, Don Simmons, Allan Stanley & Ron Stewart – George Punch Imlach.
- 1965 – Förlorade i första ronden mot Montreal Canadiens med 2–4 i matcher.
- 1966 – Förlorade i första ronden mot Montreal Canadiens med 0–4 i matcher.
- 1967 – Vann finalen mot Montreal Canadiens med 4–2 i matcher.
  - George Armstrong (C), Bob Baun, Johnny Bower, Brian Conacher, Ron Ellis, Aut Erickson, Tim Horton, Larry Hillman, Larry Jeffrey, Leonard Red Kelly, Dave Keon, Frank Mahovlich, Milan Marcetta, Jim Pappin, Marcel Pronovost, Bob Pulford, Terry Sawchuk, Eddie Shack, Al Smith, Allan Stanley, Pete Stemkowski & Mike Walton – George Punch Imlach.
- 1968 – Missade slutspel.
- 1969 – Förlorade i första ronden mot Boston Bruins med 0–4 i matcher.

#### 1970-talet
- 1970 – Missade slutspel.
- 1979 – Förlorade i andra ronden mot Montreal Canadiens med 0–4 i matcher.

#### 1980-talet
- 1980 – Förlorade i första ronden mot Minnesota North Stars med 0–3 i matcher.
- 1989 – Missade slutspel.

#### 1990-talet
- 1990 – Förlorade i första ronden mot St. Louis Blues med 1–4 i matcher.
- 1999 – Förlorade i tredje ronden mot Buffalo Sabres med 1–4 i matcher.

#### 2000-talet
- 2000 – Förlorade i andra ronden mot New Jersey Devils med 2–4 i matcher.
- 2009 – Missade slutspel.

#### 2010-talet
- 2010 – Missade slutspel.
- 2019 – Förlorade i första ronden mot Boston Bruins med 3–4 i matcher.

#### 2020-talet
- 2020 – Förlorade i kvalificeringsrundan mot Columbus Blue Jackets med 2–3 i matcher.
- 2025 – Förlorade i andra ronden mot Florida Panthers med 3–4 i matcher.

Spelare med kursiv stil fick inte sina namn ingraverade på Stanley Cup-pokalen.

## Nuvarande spelartrupp

### Spelartruppen 2025/2026
Senast uppdaterad: 6 augusti 2025.

Alla spelare som har kontrakt med Toronto Maple Leafs och har spelat för dem under aktuell säsong listas i spelartruppen. Spelarnas löner är i amerikanska dollar och är vad de skulle få ut om de vore i NHL-truppen under hela grundserien (oktober–april). Löner i kursiv stil är ej bekräftade.
| Målvakter                                                                                     | Målvakter | Målvakter                   | Målvakter            | Målvakter   | Målvakter | Målvakter | Målvakter      | Målvakter                  | Målvakter | Målvakter |
| Nr                                                                                            |           | Namn                        | Namn                 | Lön 25/26   |           | Kontrakt  | Kom till laget | Kom ifrån                  |           |           |
| --------------------------------------------------------------------------------------------- | --------- | --------------------------- | -------------------- | ----------- | --------- | --------- | -------------- | -------------------------- | --------- | --------- |
| 41                                                                                            | USA       | Anthony Stolarz             | Anthony Stolarz      | $2 250 000  | [ 25 ]    | 2026      | 2024           | Florida Panthers           |           |           |
| 50                                                                                            | Ryssland  | Vjatjeslav Peksa            | Vjatjeslav Peksa     | $855 000    | [ 26 ]    | 2026      | 2023           | Bars Kazan                 |           |           |
| 60                                                                                            | USA       | Joseph Woll                 | Joseph Woll          | $4 000 000  | [ 27 ]    | 2028      | 2023           | Toronto Marlies            |           |           |
| 70                                                                                            | Ryssland  | Artur Akhtjamov             | Artur Akhtjamov      | $855 000    | [ 28 ]    | 2026      | 2024           | HK Neftianik Almetievsk    |           |           |
| Backar                                                                                        |           |                             |                      |             |           |           |                |                            |           |           |
| Nr                                                                                            |           | Namn                        | Namn                 | Lön 25/26   |           | Kontrakt  | Kom till laget | Kom ifrån                  |           |           |
| 2                                                                                             | Kanada    | Simon Benoît                | Simon Benoît         | $1 350 000  | [ 29 ]    | 2027      | 2023           | Toronto Marlies            |           |           |
| 8                                                                                             | Kanada    | Christopher Tanev           | Christopher Tanev    | $5 600 000  | [ 30 ]    | 2030      | 2024           | Dallas Stars               |           |           |
| 22                                                                                            | USA       | Jake McCabe                 | Jake McCabe          | $6 000 000  | [ 31 ]    | 2030      | 2023           | Chicago Blackhawks         |           |           |
| 25                                                                                            | USA       | Brandon Carlo               | Brandon Carlo        | $4 200 000  | [ 32 ]    | 2027      | 2025           | Boston Bruins              |           |           |
| 44                                                                                            | Kanada    | Morgan Rielly − A           | Morgan Rielly − A    | $8 000 000  | [ 33 ]    | 2030      | 2013           | Moose Jaw Warriors         |           |           |
| 51                                                                                            | Kanada    | Philippe Myers              | Philippe Myers       | $850 000    | [ 34 ]    | 2027      | 2024           | Toronto Marlies            |           |           |
| 52                                                                                            | USA       | Cade Webber                 | Cade Webber          | $775 000    | [ 35 ]    | 2027      | 2024           | Boston University Terriers |           |           |
| 56                                                                                            | Kanada    | Noah Chadwick               | Noah Chadwick        | $855 000    | [ 36 ]    | 2027      | 2023           | Lethbridge Hurricanes      |           |           |
| 76                                                                                            | Kanada    | William Villeneuve          | William Villeneuve   | $775 000    | [ 37 ]    | 2026      | 2022           | Saint John Sea Dogs        |           |           |
| 83                                                                                            | Kanada    | Marshall Rifai              | Marshall Rifai       | $775 000    | [ 38 ]    | 2027      | 2024           | Toronto Marlies            |           |           |
| 95                                                                                            | Sverige   | Oliver Ekman Larsson        | Oliver Ekman Larsson | $3 500 000  | [ 39 ]    | 2028      | 2024           | Florida Panthers           |           |           |
| --                                                                                            | Kanada    | Matt Benning                | Matt Benning         | $1 250 000  | [ 40 ]    | 2026      | 2024           | San Jose Sharks            |           |           |
| --                                                                                            | Kanada    | Ben Danford                 | Ben Danford          | $960 000    | [ 41 ]    | 2027      | 2024           | Oshawa Generals            |           |           |
| --                                                                                            | USA       | Dakota Mermis               | Dakota Mermis        | $775 000    | [ 42 ]    | 2027      | 2025           | Utah Hockey Club           |           |           |
| --                                                                                            | USA       | John Prokop                 | John Prokop          | $875 000    | [ 43 ]    | 2026      | 2025           | Union Dutchmen             |           |           |
| --                                                                                            | Kanada    | Blake Smith                 | Blake Smith          | $875 000    | [ 44 ]    | 2028      | 2025           | Flint Firebirds            |           |           |
| --                                                                                            | USA       | Henry Thrun                 | Henry Thrun          | $1 025 000  | [ 45 ]    | 2026      | 2025           | San Jose Sharks            |           |           |
| Forwards                                                                                      |           |                             |                      |             |           |           |                |                            |           |           |
| Nr                                                                                            |           | Namn                        | Pos                  | Lön 25/26   |           | Kontrakt  | Kom till laget | Kom ifrån                  |           |           |
| 11                                                                                            | Kanada    | Max Domi                    | C/VF                 | $4 000 000  | [ 46 ]    | 2028      | 2023           | Dallas Stars               |           |           |
| 18                                                                                            | Kanada    | Steven Lorentz              | C/VF                 | $1 350 000  | [ 47 ]    | 2028      | 2024           | Florida Panthers           |           |           |
| 19                                                                                            | Sverige   | Calle Järnkrok              | VF/HF                | $2 100 000  | [ 48 ]    | 2026      | 2022           | Calgary Flames             |           |           |
| 23                                                                                            | USA       | Matthew Knies               | VF                   | $9 000 000  | [ 49 ]    | 2031      | 2023           | Minnesota Golden Gophers   |           |           |
| 24                                                                                            | Kanada    | Scott Laughton              | C/VF                 | $2 500 000  | [ 50 ]    | 2026      | 2025           | Philadelphia Flyers        |           |           |
| 34                                                                                            | USA       | Auston Matthews1 – 2016 − C | C                    | $15 200 000 | [ 51 ]    | 2028      | 2016           | ZSC Lions                  |           |           |
| 53                                                                                            | Kanada    | Easton Cowan                | HF                   | $937 000    | [ 52 ]    | 2027      | 2023           | London Knights             |           |           |
| 61                                                                                            | Kanada    | Jacob Quillan               | C/VF                 | $875 000    | [ 53 ]    | 2026      | 2025           | Toronto Marlies            |           |           |
| 63                                                                                            | Kanada    | Braeden Kressler            | C                    | $775 000    | [ 54 ]    | 2026      | 2024           | Ottawa 67s                 |           |           |
| 64                                                                                            | Tjeckien  | David Kämpf                 | C                    | $2 400 000  | [ 55 ]    | 2027      | 2021           | Chicago Blackhawks         |           |           |
| 74                                                                                            | Kanada    | Bobby McMann                | VF/HF                | $1 350 000  | [ 56 ]    | 2026      | 2023           | Toronto Marlies            |           |           |
| 77                                                                                            | Kanada    | Ryan Tverberg               | C                    | $855 000    | [ 57 ]    | 2026      | 2023           | Connecticut Huskies        |           |           |
| 88                                                                                            | Sverige   | William Nylander            | HF/VF                | $13 500 000 | [ 58 ]    | 2032      | 2016           | Toronto Marlies            |           |           |
| 89                                                                                            | USA       | Nicholas Robertson          | VF                   | $1 825 000  | [ 59 ]    | 2026      | 2023           | Toronto Marlies            |           |           |
| 91                                                                                            | Kanada    | John Tavares1 − 2009 − A    | C                    | $5 500 000  | [ 60 ]    | 2029      | 2018           | New York Islanders         |           |           |
| --                                                                                            | USA       | Travis Boyd                 | C/HF                 | $775 000    | [ 61 ]    | 2026      | 2025           | Iowa Wild                  |           |           |
| --                                                                                            | Kanada    | Benoit-Olivier Groulx       | C                    | $775 000    | [ 62 ]    | 2027      | 2025           | Hartford Wolf Pack         |           |           |
| --                                                                                            | Kanada    | Luke Haymes                 | C                    | $875 000    | [ 63 ]    | 2027      | 2025           | Dartmouth Big Green        |           |           |
| --                                                                                            | Tjeckien  | Miroslav Holinka            | C/YF                 | $850 000    | [ 64 ]    | 2028      | 2025           | Edmonton Oil Kings         |           |           |
| --                                                                                            | USA       | Dakota Joshua               | C/VF                 | $3 500 000  | [ 65 ]    | 2028      | 2025           | Vancouver Canucks          |           |           |
| --                                                                                            | USA       | Vinni Lettieri              | C/HF                 | $775 000    | [ 66 ]    | 2026      | 2025           | Providence Bruins          |           |           |
| --                                                                                            | Finland   | Matias Maccelli             | VF                   | $4 250 000  | [ 67 ]    | 2026      | 2025           | Utah Hockey Club           |           |           |
| --                                                                                            | Kanada    | Michael Pezzetta            | VF/C                 | $775 000    | [ 68 ]    | 2027      | 2025           | Montreal Canadiens         |           |           |
| --                                                                                            | Kanada    | Nicolas Roy                 | C/HF                 | $2 500 000  | [ 69 ]    | 2027      | 2025           | Vegas Golden Knights       |           |           |
| --                                                                                            | USA       | Borya Valis                 | C                    | $872 500    | [ 70 ]    | 2028      | 2025           | Prince George Cougars      |           |           |
| Positioner: C – HF – VF – YF \| C = Lagkapten; A = Assisterande lagkapten \| = Långtidsskadad |           |                             |                      |             |           |           |                |                            |           |           |

#### Spelargalleri

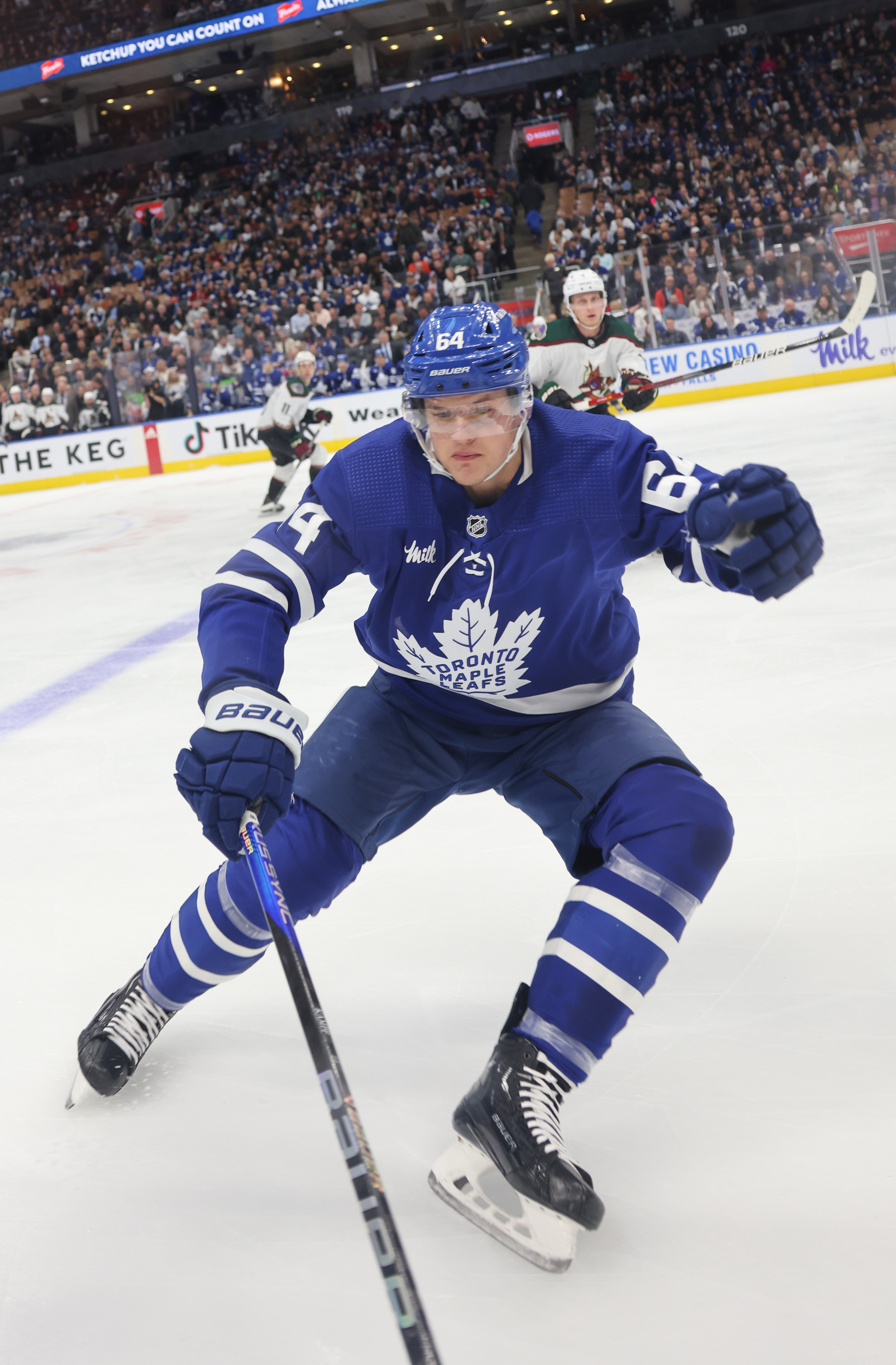
David Kämpf
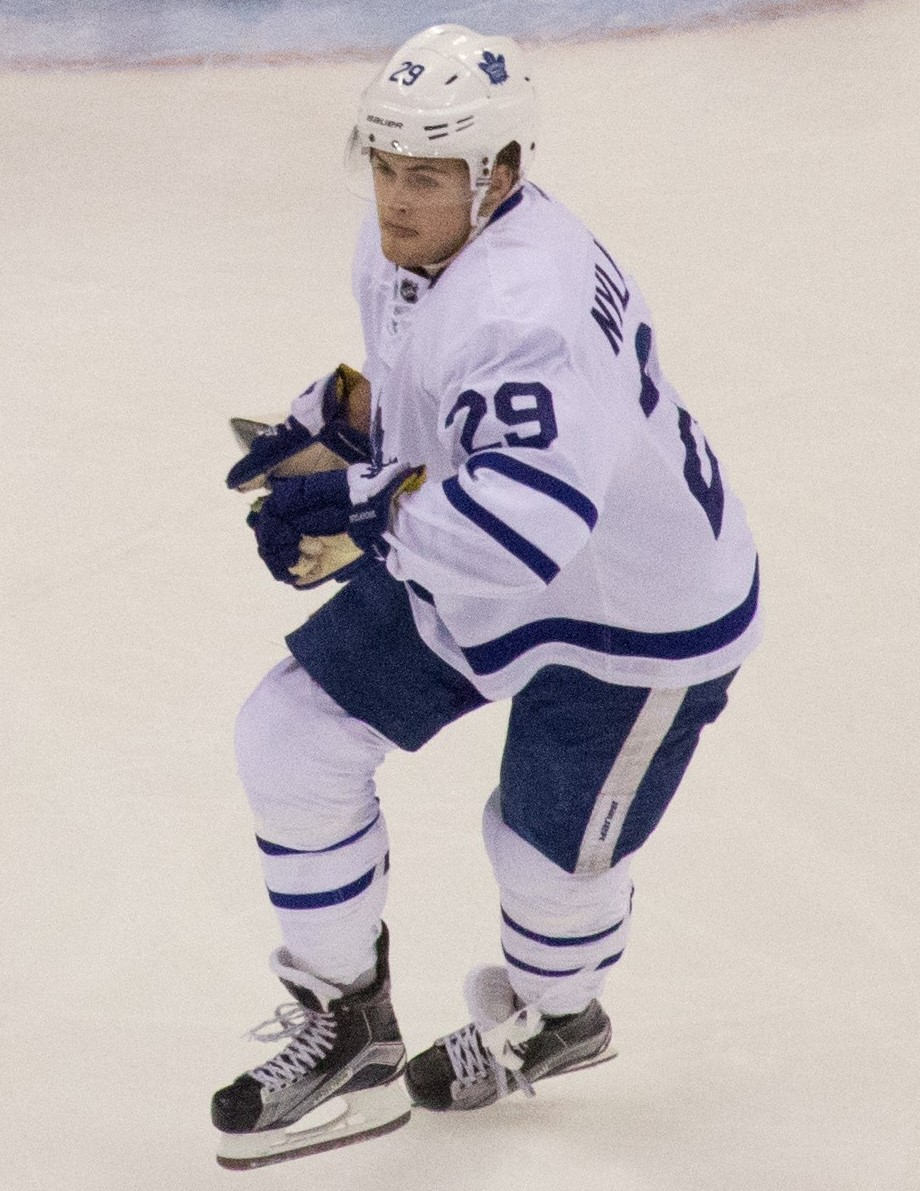
William Nylander
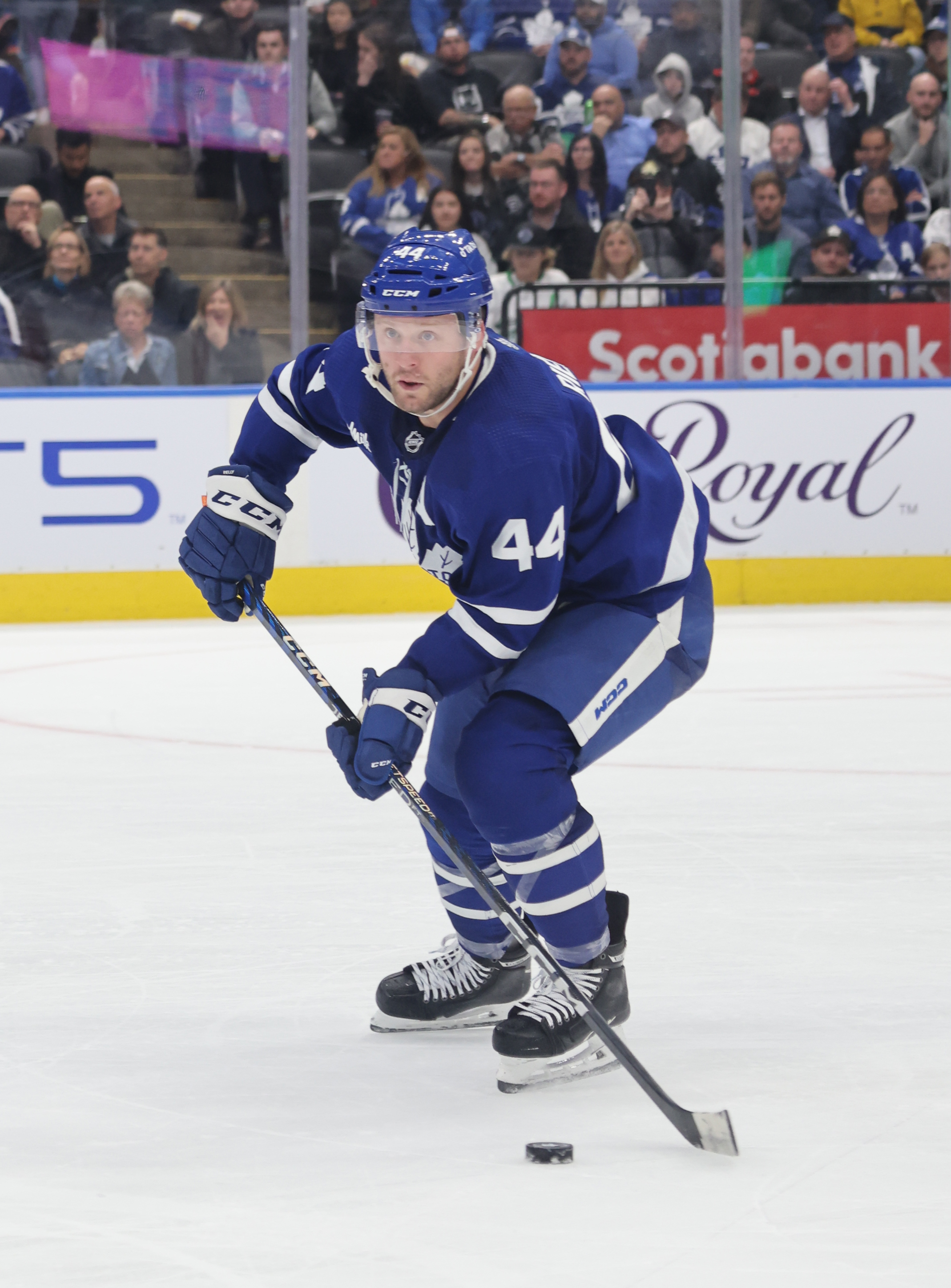
Morgan Rielly
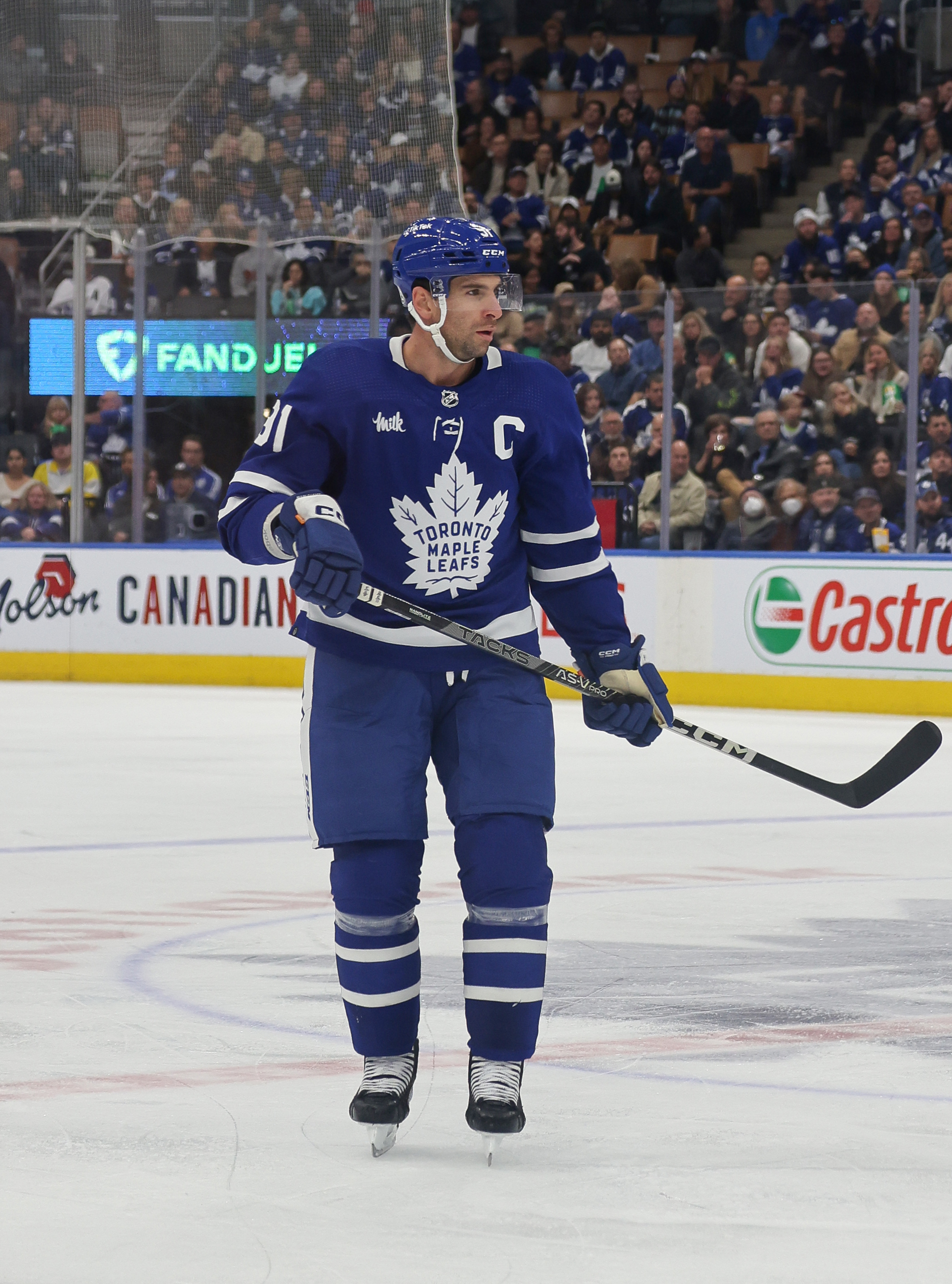
John Tavares

## Staben
Uppdaterat: 23 maj 2025.
| Yrkestitel                      | Namn                  |
| ------------------------------- | --------------------- |
| President                       | Vakant                |
| General manager                 | Brad Treliving        |
| Assisterande general manager    | Brandon Pridham       |
|                                 | Derek Clancey         |
|                                 | Ryan Hardy            |
|                                 | Darryl Metcalf        |
|                                 | Hayley Wickenheiser   |
| Rådgivare till general managern | Shane Doan            |
|                                 |                       |
| Tränare                         | Craig Berube          |
| Assisterande tränare            | Lane Lambert          |
|                                 | Marc Savard           |
|                                 | Mike Van Ryn          |
| Målvaktstränare                 | Curtis Sanford        |
| Videocoach                      | Jordan Bean           |
|                                 | Sam Kim               |
| Chef för spelarutveckling       | Danielle Goyette      |
| Utvecklingstränare              | Nikolaj Antropov      |
|                                 | Denver Manderson      |
|                                 | Jake Muzzin           |
|                                 | Patrick O'Sullivan    |
|                                 | Tomáš Pacina          |
|                                 | Joe Underwood         |
| Skridskotränare                 | Paul Matheson         |
|                                 | Michele Moore Davison |

## Utmärkelser

### Pensionerade nummer
Maple Leafs hade en policy fram till år 2016 att bara pensionera tröjnummer för spelare som har varit betydande för laget och har råkat för allvarliga händelser under sin vistelse i organisationen, därför hade bara två tröjnummer pensionerats. Bill Barilko avled i en flygplansolycka 1951 och Ace Bailey råkade ut för en allvarlig skallskada som slutade med att han var tvungen att lägga av. Ytterligare ett nummer har blivit pensionerat av själva ligan.
| - #1 – Turk Broda 1937–1952 & Johnny Bower 1959–1970 - #4 – Hap Day 1924–1937 & Red Kelly 1961–1967 - #5 – Bill Barilko 1947–1951 - #6 – Ace Bailey 1926–933 - #7 – King Clancy 1931–1973 & Tim Horton 1950–1970 - #9 – Ted Kennedy 1943–1955, 1956–1957 & Charlie Conacher 1930–1938 - #10 – Syl Apps 1937–1943, 1945–1948 & George Armstrong 1950–1969, 1970–1971 | - #13 - Mats Sundin 1995–2008 - #17 – Wendel Clark 1985–1994, 1995–1998, 1999–2000 - #21 – Börje Salming 1973–1989 - #27 – Frank Mahovlich 1957–1968 & Darryl Sittler 1970–1982 - #93 – Doug Gilmour 1991–1997, 2002–2003 - #99 – Wayne Gretzky (NHL) |

### Hall of Famers
Källa: 

#### Spelare
| - Eddie Gerard (Invald 1945) - Spelade i St. Patricks 1921–1922. - Frank Nighbor (Invald 1947) - Spelade i Maple Leafs 1929–1930. - King Clancy (Invald 1958) - Spelade i Maple Leafs 1930–1936. - Sprague Cleghorn (Invald 1958) - Spelade i Maple Leafs 1920–1921. - Jack Adams (Invald 1959) - Spelade i Maple Leafs 1922–1926. - Syl Apps (Invald 1961) - Spelade i Maple Leafs 1936–1948. - Charlie Conacher (Invald 1961) - Spelade i Maple Leafs 1929–1937. - Hap Day (Invald 1961) - Spelade i Maple Leafs 1924–1937. - George Hainsworth (Invald 1961) - Spelade i Maple Leafs 1933–1937. - Harry Cameron (Invald 1962) - Spelade i St. Pats 1917–1923. - Rusty Crawford (Invald 1962) - Spelade i Arenas 1917–1919. - Reg Noble (Invald 1962) - Spelade i St. Pats 1919–1924. - Sweeney Schriner (Invald 1962) - Spelade i Maple Leafs 1939–1946. - Joe Primeau (Invald 1963) - Spelade i Maple Leafs 1927–1936. - Red Horner (Invald 1965) - Spelade i Maple Leafs 1928–1940. - Syd Howe (Invald 1965) - Spelade i Maple Leafs 1932–1932. - Max Bentley (Invald 1966) - Spelade i Maple Leafs 1947–1953. - Ted Kennedy (Invald 1966) - Spelade i Maple Leafs 1943–1957. - Babe Pratt (Invald 1966) - Spelade i Maple Leafs 1942–1946. - Turk Broda (Invald 1967) - Spelade i Maple Leafs 1936–1952. - Red Kelly (Invald 1969) - Spelade i Maple Leafs 1960–1967. | - Babe Dye (Invald 1970) - Spelade i Maple Leafs 1920–1926 samt 1930. - Busher Jackson (Invald 1971) - Spelade i Maple Leafs 1929–1939. - Terry Sawchuk (Invald 1971) - Spelade i Maple Leafs 1964–1967. - Hap Holmes (Invald 1972) - Spelade i Arenas 1917–1919. - Dickie Moore (Invald 1974) - Spelade i Maple Leafs 1964–1965. - George Armstrong (Invald 1975) - Spelade i Maple Leafs 1950–1971. - Gordie Drillon (Invald 1975) - Spelade i Maple Leafs 1937–1942. - Pierre Pilote (Invald 1975) - Spelade i Maple Leafs 1968–1969. - Johnny Bower (Invald 1976) - Spelade i Maple Leafs 1958–1970. - Tim Horton (Invald 1977) - Spelade i Maple Leafs 1952–1970. - Ace Bailey (Invald 1978) - Spelade i Maple Leafs 1926–1933. - Andy Bathgate (Invald 1978) - Spelade i Maple Leafs 1963–1965. - Jacques Plante (Invald 1978) - Spelade i Maple Leafs 1970–1973. - Marcel Pronovost (Invald 1978) - Spelade i Maple Leafs 1965–1970. - Harry Lumley (Invald 1980) - Spelade i Maple Leafs 1952–1956. - Frank Mahovlich (Invald 1981) - Spelade i Maple Leafs 1957–1968. - Allan Stanley (Invald 1981) - Spelade i Maple Leafs 1958–1968. - Norm Ullman (Invald 1982) - Spelade i Maple Leafs 1968–1975. - Bernie Parent (Invald 1984) - Spelade i Maple Leafs 1970–1972. - Gerry Cheevers (Invald 1985) - Spelade i Maple Leafs 1961–1962. - Bert Olmstead (Invald 1985) - Spelade i Maple Leafs 1958–1962. | - Leo Boivin (Invald 1986) - Spelade i Maple Leafs 1951–1955. - Dave Keon (Invald 1986) - Spelade i Maple Leafs 1960–1975. - Darryl Sittler (Invald 1989) - Spelade i Maple Leafs 1970–1982. - Fernie Flaman (Invald 1990) - Spelade i Maple Leafs 1950–1954. - Bob Pulford (Invald 1991) - Spelade i Maple Leafs 1956–1970. - Lanny McDonald (Invald 1992) - Spelade i Maple Leafs 1973–1979. - Harry Watson (Invald 1994) - Spelade i Maple Leafs 1946–1955. - Börje Salming (Invald 1996) - Spelade i Maple Leafs 1973–1989. - Mike Gartner (Invald 2001) - Spelade i Maple Leafs 1994–1996. - Grant Fuhr (Invald 2003) - Spelade i Maple Leafs 1991–1993. - Larry Murphy (Invald 2004) - Spelade i Maple Leafs 1995–1997. - Dick Duff (Invald 2006) - Spelade i Maple Leafs 1954–1964. - Ron Francis (Invald 2007) - Spelade i Maple Leafs 2003–2004. - Glenn Anderson (Invald 2008) - Spelade i Maple Leafs 1991–1994. - Brian Leetch (Invald 2009) - Spelade i Maple Leafs 2004. - Ed Belfour (Invald 2011) - Spelade i Maple Leafs 2002–2006. - Doug Gilmour (Invald 2011) - Spelade i Maple Leafs 1991–1997 samt 2003. - Joe Nieuwendyk (Invald 2011) - Spelade i Maple Leafs 2003–2004. - Mats Sundin (Invald 2012) - Spelade i Maple Leafs 1994–2008. - Eric Lindros (Invald 2016) - Spelade i Maple Leafs 2005–2006. - Dave Andreychuk (Invald 2017) - Spelade i Maple Leafs 1993–1996. |

#### Ledare
| - Dick Irvin (Invald 1958) - Var tränare för Maple Leafs 1931–1940. - Conny Smythe (Invald 1958) - Var ägare för Maple Leafs 1927–1966. - Frank J. Selke (Invald 1960) - Var rådgivare för Maple Leafs 1929–1946. - Foster Hewitt (Invald 1965) - Var radiokommentator för Maple Leafs 1927–1963. - Harold Ballard (Invald 1977) - Var involverad i flera positioner i Maple Leafs som till exempel ägare 1972–1990. | - J.P. Bickell (Invald 1978) - Var ägare för Maple Leafs. - Punch Imlach (Invald 1984) - Var general manager och tränare för Maple Leafs 1958–1969 och 1979–1980. - Roger Neilson (Invald 2002) - Var tränare för Maple Leafs 1977–1979. - Cliff Fletcher (Invald 2004) - Var general manager för Maple Leafs 1991–1997. | - Jim Gregory (Invald 2007) - Var general manager för Maple Leafs 1969–1979. - Pat Burns (Invald 2014) - Var tränare för Maple Leafs 1992–1996. - Pat Quinn (Invald 2016) - Var tränare för Maple Leafs 1998–2006 samt general manager 1999–2003. |

## Ledare

### General managers
Källa: 
| - Charles Querrie, 1917–19271 - Conn Smythe, 1927–19551 - Hap Day & Conn Smythe, 1955–1957 - Howie Meeker, 1957 - Punch Imlach, 1958–19691 - Jim Gregory, 1969–1979 - Punch Imlach, 1979–1981 - Gerry McNamara, 1981–1987 - John Brophy, Dick Duff, Gerry McNamara & Gord Stellick, 1987–1988 - Gord Stellick, 1988–1989 - Floyd Smith, 1989–1991 | - Cliff Fletcher, 1991–1997 - Ken Dryden, 1997–1999 - Pat Quinn, 1999–2003 - John Ferguson, Jr., 2003–2008 - Cliff Fletcher, 2008 - Brian Burke, 2008–2013 - Dave Nonis, 2013–2015 - Lou Lamoriello, 2015–2018 - Kyle Dubas, 2018–2023 - Brad Treliving, 2023– |

### Tränare
Källa: 
| - Dick Carroll, 1917–1919 - Frank Heffernan, 1919–1920 - Harvey Sproule, 1920 - Frank Carroll, 1920–1921 - George O'Donoghue, 1921–1922 - Charles Querrie, 1922–1924 - Eddie Powers, 1924–1926 - Charles Querrie, 1926–1927 - Mike Rodden, 1927 - Alex Romeril, 1927 - Conn Smythe, 1927–1930 - Art Duncan, 1930–1931 - Conn Smythe, 1931 - Dick Irvin, 1931–19401 - Hap Day, 1940–19501 - Joe Primeau, 1950–19531 - King Clancy, 1953–1956 - Howie Meeker, 1956–1957 - Billy Reay, 1957–1959 - Punch Imlach, 1959–19691 - King Clancy, 1966–1967 - John McLellan, 1969–1973 - King Clancy, 1971–1972 | - Red Kelly, 1973–1977 - Roger Neilson, 1977–1979 - Floyd Smith, 1979–1980 - Dick Duff, 1980 - Punch Imlach, 1980 - Joe Crozier, 1980–1981 - Mike Nykoluk, 1981–1984 - Dan Maloney, 1984–1986 - John Brophy, 1986–1988 - George Armstrong, 1988–1989 - Doug Carpenter, 1989–1990 - Tom Watt, 1990–1992 - Pat Burns, 1992–1996 - Nick Beverly, 1996 - Mike Murphy, 1996–1998 - Pat Quinn, 1998–2006 - Paul Maurice, 2006–2008 - Ron Wilson, 2008–2012 - Randy Carlyle, 2012–2015 - Peter Horachek, 2015 - Mike Babcock, 2015–2019 - Sheldon Keefe, 2019–2024 - Craig Berube, 2024– |

### Lagkaptener
Källa: 
| - Ken Randall, 1917–19191 - Frank Heffernan, 1919–1920 - Reg Noble, 1920–19221 - Jack Adams, 1922–1924 - John Ross Roach, 1924–1925 - Babe Dye, 1925–1926 - Bert Corbeau, 1926–1927 - Hap Day, 1927–19371 - Charlie Conacher, 1937–1938 - Red Horner, 1938–1940 - Syl Apps, 1940–19431 - Bob Davidson, 1943–19451 - Syl Apps, 1945–19481 - Ted Kennedy, 1948–19551 - Sid Smith, 1955–1956 | - Ted Kennedy & Jim Thomson, 1956–1957 - George Armstrong, 1957–19691 - Dave Keon, 1969–1975 - Darryl Sittler, 1975–1981 - Rick Vaive, 1981–1986 - Ingen utsedd lagkapten, 1986–1989 - Rob Ramage, 1989–1991 - Wendel Clark, 1991–1994 - Doug Gilmour, 1994–1997 - Mats Sundin, 1997–2008 - Ingen utsedd lagkapten, 2008–2010 - Dion Phaneuf, 2010–2016 - Ingen utsedd lagkapten, 2016–2019 - John Tavares, 2019–2024 - Auston Matthews, 2024– |

1 Vann Stanley Cup med Maple Leafs.

## Statistik

### Poängledare
Topp tio för mest poäng i Maple Leafs historia. Siffrorna uppdateras efter varje genomförd säsong.

Pos = Position; SM = Spelade matcher; M = Mål; A = Assists; P = Poäng; P/M = Poäng per match * = Fortfarande aktiv i Maple Leafs ** = Fortfarande aktiv i NHL
Uppdaterat efter 2020–2021

#### Grundserie
Källa: 
| Spelare          | Pos | SM   | M   | A   | P   | P/M  |
| Mats Sundin      | C   | 981  | 420 | 567 | 987 | 1,01 |
| Darryl Sittler   | C   | 844  | 389 | 527 | 916 | 1,09 |
| Dave Keon        | C   | 1062 | 365 | 493 | 858 | 0,81 |
| Börje Salming    | B   | 1099 | 148 | 620 | 768 | 0,7  |
| George Armstrong | HF  | 1187 | 296 | 417 | 713 | 0,6  |
| Ron Ellis        | HF  | 1034 | 332 | 308 | 640 | 0,62 |
| Frank Mahovlich  | VF  | 720  | 296 | 301 | 597 | 0,83 |
| Bob Pulford      | VF  | 947  | 251 | 312 | 563 | 0,59 |
| Ted Kennedy      | C   | 696  | 230 | 330 | 560 | 0,8  |
| Rick Vaive       | HF  | 534  | 299 | 238 | 537 | 1,01 |

#### Slutspel
Källa: 
| Spelare          | Pos | SM  | M  | A  | P  | P/M  |
| Doug Gilmour     | C   | 52  | 17 | 60 | 77 | 1,48 |
| Mats Sundin      | C   | 77  | 32 | 38 | 70 | 0,91 |
| Dave Keon        | C   | 89  | 32 | 35 | 67 | 0,75 |
| Darryl Sittler   | C   | 64  | 25 | 40 | 65 | 1,02 |
| Wendel Clark     | VF  | 79  | 34 | 27 | 61 | 0,77 |
| Ted Kennedy      | C   | 78  | 29 | 34 | 60 | 0,77 |
| George Armstrong | HF  | 110 | 26 | 34 | 60 | 0,55 |
| Frank Mahovlich  | VF  | 84  | 24 | 36 | 60 | 0,71 |
| Red Kelly        | B   | 70  | 17 | 38 | 55 | 0,79 |
| Syl Apps         | C   | 69  | 25 | 28 | 53 | 0,77 |

## Svenska spelare
Uppdaterat: 2011-04-03
| Spelare              | Position       | Matcher¹ | Matcher² | Från | Till | Tröjnummer | Stanley Cup's | Övrigt                                                                                       |
| -------------------- | -------------- | -------- | -------- | ---- | ---- | ---------- | ------------- | -------------------------------------------------------------------------------------------- |
| Inge Hammarström     | Vänsterforward | 292      | 13       | 1973 | 1977 | 11         | 0             |                                                                                              |
| Börje Salming        | Back           | 1099     | 81       | 1973 | 1989 | 21         | 0             | Alternerande lagkapten, har fått en banner med nr. 21 upphissat i taket i Air Canada Center. |
| Kenny Jönsson        | Back           | 89       | 4        | 1994 | 1996 | 19         | 0             |                                                                                              |
| Mats Sundin          | Center         | 981      | 77       | 1994 | 2008 | 13         | 0             | Alternerande lagkapten 1996-1997, lagkapten 1997-2008.                                       |
| Fredrik Modin        | Vänsterforward | 217      | 8        | 1996 | 1999 | 19         | 0             |                                                                                              |
| Per Gustafsson       | Back           | 22       | 0        | 1997 | 1998 | 24         | 0             |                                                                                              |
| Jonas Höglund        | Högerforward   | 325      | 49       | 1999 | 2003 | 14         | 0             |                                                                                              |
| Anders Eriksson      | Back           | 38       | 10       | 2001 | 2003 | 44         | 0             |                                                                                              |
| Mikael Renberg       | Högerforward   | 197      | 12       | 2001 | 2004 | 19         | 0             |                                                                                              |
| Mikael Tellqvist     | Målvakt        | 40       | 0        | 2002 | 2006 | 32         | 0             |                                                                                              |
| Pierre Hedin         | Back           | 3        | 0        | 2003 | 2004 | 3          | 0             |                                                                                              |
| Calle Johansson      | Back           | 8        | 4        | 2004 | 2004 | 9          | 0             |                                                                                              |
| Alexander Steen      | Center         | 253      | 0        | 2005 | 2008 | 10         | 0             |                                                                                              |
| Staffan Kronwall     | Back           | 52       | 0        | 2005 | 2008 | 44         | 0             |                                                                                              |
| Anton Strålman       | Back           | 88       | 0        | 2007 | 2009 | 36         | 0             |                                                                                              |
| Jonas Frögren        | Back           | 41       | 0        | 2008 | 2010 | 24         | 0             |                                                                                              |
| Carl Gunnarsson      | Back           | 224      | 0        | 2009 | 2014 | 36         | 0             |                                                                                              |
| Jonas Gustavsson     | Målvakt        | 107      | 0        | 2009 | 2012 | 50         | 0             |                                                                                              |
| Viktor Stålberg      | Vänsterforward | 21       | 0        | 2009 | 2010 | 45         | 0             |                                                                                              |
| Rickard Wallin       | Center         | 60       | 0        | 2009 | 2010 | 51         | 0             |                                                                                              |
| Fredrik Sjöström     | Vänsterforward | 85       | 0        | 2010 | 2011 | 11         | 0             |                                                                                              |
| Petter Granberg      | Back           | 8        | 0        | 2013 | 2015 | 8          | 0             |                                                                                              |
| Tim Erixon           | Back           | 15       | 0        | 2014 | 2015 | 33         | 0             |                                                                                              |
| Jhonas Enroth        | Målvakt        | 16       | 0        | 2016 | 2017 | 35         | 0             |                                                                                              |
| Dmytro Timashov      | Vänsterforward | 39       | 0        | 2019 | 2020 | 41,86      | 0             |                                                                                              |
| William Nylander     | Vänsterforward | 0        | 0        | 2015 | -    | 88         |               |                                                                                              |
| Andreas Borgman      | Back           | 48       | 0        | 2017 | 2019 | 55         |               |                                                                                              |
| Rasmus Sandin        | Back           | 140      | 0        | 2019 | 2023 | 38         | 0             |                                                                                              |
| Timothy Liljegren    | Back           | 197      | 13       | 2019 | 2024 | 37         | 0             |                                                                                              |
| William Lagesson     | Back           | 30       | 0        | 2023 | 2024 | 85         | 0             |                                                                                              |
| Erik Källgren        | Målvakt        | 24       | 0        | 2021 | 2023 | 50         | 0             |                                                                                              |
| Calle Järnkrok       | Center         | 0        | 0        | 2022 | -    | 19         | 0             |                                                                                              |
| Carl Dahlström       | Back           | 3        | 0        | 2021 | 2022 | 48         | 0             |                                                                                              |
| Pär Lindholm         | Center         | 61       | 0        | 2018 | 2019 | 26         | 0             |                                                                                              |
| Andreas Johnsson     | Vänsterforward | 125      | 14       | 2017 | 2020 | 18         | 0             |                                                                                              |
| Pierre Engvall       | Vänsterforward | 226      | 17       | 2019 | 2023 | 47         | 0             |                                                                                              |
| Pontus Holmberg      | Högerforward   |          |          | 2022 |      | 29         | 0             |                                                                                              |
| John Klingberg       | Back           | 14       | 0        | 2023 | 2024 | 3          | 0             |                                                                                              |
| Oliver Ekman Larsson | Back           |          |          | 2024 |      | 95         | 0             |                                                                                              |
| Dennis Hildeby       | Målvakt        |          |          | 2024 |      |            | 0             |                                                                                              |
| Alexander Nylander   | Högerforward   |          |          | 2024 |      | 92         | 0             |                                                                                              |

¹ = Grundserie
² = Slutspel

## Första draftval
Källa: 
| År   | Spelare                                 | Pos.                                    | NHL-klubbar                                                                          | NHL-karriär                             |                                         |                                         |
| ---- | --------------------------------------- | --------------------------------------- | ------------------------------------------------------------------------------------ | --------------------------------------- | --------------------------------------- | --------------------------------------- |
| 1963 | Walter McKechnie                        | C                                       | North Stars, Barons, Golden Seals, Bruins, Red Wings, Capitals, Maple Leafs, Rockies | 1967–1983                               | Vald som nummer sex.                    |                                         |
| 1964 | Tom Martin                              | HF                                      | Maple Leafs                                                                          | 1967–1968                               | Vald som nummer fem.                    |                                         |
| 1965 | Maple Leafs saknade val i förstarundan. | Maple Leafs saknade val i förstarundan. | Maple Leafs saknade val i förstarundan.                                              | Maple Leafs saknade val i förstarundan. | Maple Leafs saknade val i förstarundan. | Maple Leafs saknade val i förstarundan. |
| 1966 | John Wright                             | C                                       | Canucks, Blues, Scouts                                                               | 1972–1975                               | Vald som nummer fyra.                   |                                         |
| 1967 | Maple Leafs saknade val i förstarundan. | Maple Leafs saknade val i förstarundan. | Maple Leafs saknade val i förstarundan.                                              | Maple Leafs saknade val i förstarundan. | Maple Leafs saknade val i förstarundan. | Maple Leafs saknade val i förstarundan. |
| 1968 | Bradley Selwood                         | B                                       | Maple Leafs, Kings                                                                   | 1970–1972, 1979–1980                    | Vald som nummer tio.                    |                                         |
| 1969 | Ernie Moser                             | HF                                      | (Spelade aldrig i NHL.)                                                              | (Spelade aldrig i NHL.)                 | Vald som nummer nio.                    |                                         |
| 1970 | Darryl Sittler                          | C                                       | Maple Leafs, Flyers, Red Wings                                                       | 1970–1985                               | Vald som nummer åtta.                   |                                         |
| 1971 | Maple Leafs saknade val i förstarundan. | Maple Leafs saknade val i förstarundan. | Maple Leafs saknade val i förstarundan.                                              | Maple Leafs saknade val i förstarundan. | Maple Leafs saknade val i förstarundan. | Maple Leafs saknade val i förstarundan. |
| 1972 | George Ferguson                         | C                                       | Maple Leafs, Penguins, North Stars                                                   | 1972–1984                               | Vald som nummer elva.                   |                                         |
| 1973 | Lanny McDonald                          | HF                                      | Maple Leafs, Rockies, Flames                                                         | 1973–1989                               | Vald som nummer fyra.                   |                                         |
| 1973 | Robert Neely                            | HF                                      | Maple Leafs, Rockies                                                                 | 1973–1978                               | Vald som nummer tio.                    |                                         |
| 1973 | Ian Turnbull                            | B                                       | Maple Leafs, Kings, Penguins                                                         | 1973–1983                               | Vald som nummer 15.                     |                                         |
| 1974 | John Valiquette                         | C                                       | Maple Leafs, Rockies                                                                 | 1974–1981                               | Vald som nummer 13.                     |                                         |
| 1975 | Donald Ashby                            | C                                       | Maple Leafs, Rockies, Oilers                                                         | 1975–1981                               | Vald som nummer sex.                    |                                         |
| 1976 | Maple Leafs saknade val i förstarundan. | Maple Leafs saknade val i förstarundan. | Maple Leafs saknade val i förstarundan.                                              | Maple Leafs saknade val i förstarundan. | Maple Leafs saknade val i förstarundan. | Maple Leafs saknade val i förstarundan. |
| 1977 | John Anderson                           | HF                                      | Maple Leafs, Nordiques, Whalers                                                      | 1977–1989                               | Vald som nummer elva.                   |                                         |
| 1977 | Trevor Johansen                         | B                                       | Maple Leafs, Rockies, Kings                                                          | 1977–1982                               | Vald som nummer tolv.                   |                                         |
| 1978 | Maple Leafs saknade val i förstarundan. | Maple Leafs saknade val i förstarundan. | Maple Leafs saknade val i förstarundan.                                              | Maple Leafs saknade val i förstarundan. | Maple Leafs saknade val i förstarundan. | Maple Leafs saknade val i förstarundan. |
| 1979 | Laurie Boschman                         | C                                       | Maple Leafs, Oilers, Winnipeg Jets, Devils, Senators                                 | 1979–1993                               | Vald som nummer nio.                    |                                         |
| 1980 | Maple Leafs saknade val i förstarundan. | Maple Leafs saknade val i förstarundan. | Maple Leafs saknade val i förstarundan.                                              | Maple Leafs saknade val i förstarundan. | Maple Leafs saknade val i förstarundan. | Maple Leafs saknade val i förstarundan. |
| 1981 | Jim Benning                             | B                                       | Maple Leafs, Canucks                                                                 | 1981–1990                               | Vald som nummer sex.                    |                                         |
| 1982 | Gary Nylund                             | B                                       | Maple Leafs, Blackhawks, Islanders                                                   | 1982–1993                               | Vald som nummer tre.                    |                                         |
| 1983 | Russ Courtnall                          | HF                                      | Maple Leafs, Canadiens, North Stars, Stars, Canucks, Kings                           | 1983–1999                               | Vald som nummer sju.                    |                                         |
| 1984 | Al Iafrate                              | B                                       | Maple Leafs, Capitals, Red Wings, Bruins, Sharks                                     | 1984–1998                               | Vald som nummer fyra.                   |                                         |
| 1985 | Wendel Clark                            | VF                                      | Maple Leafs, Nordiques, Islanders, Lightning, Red Wings, Blackhawks                  | 1985–2000                               | Vald som nummer ett.                    |                                         |
| 1986 | Vincent Damphousse                      | C                                       | Maple Leafs, Oilers, Canadiens, Sharks                                               | 1986–2004                               | Vald som nummer sex.                    |                                         |
| 1987 | Luke Richardson                         | B                                       | Maple Leafs, Oilers, Flyers, Blue Jackets, Lightning, Senators                       | 1987–2009                               | Vald som nummer sju.                    |                                         |
| 1988 | Scott Pearson                           | VF                                      | Maple Leafs, Nordiques, Oilers, Sabres, Islanders                                    | 1988–1997, 1999–2000                    | Vald som nummer sex.                    |                                         |
| 1989 | Scott Thornton                          | C                                       | Maple Leafs, Oilers, Canadiens, Stars, Sharks, Kings                                 | 1990–2008                               | Vald som nummer tre.                    |                                         |
| 1989 | Rob Pearson                             | HF                                      | Maple Leafs, Blues                                                                   | 1991–1997                               | Vald som nummer tolv.                   |                                         |
| 1989 | Steve Bancroft                          | B                                       | Blackhawks, Sharks                                                                   | 1992–1993, 2001–2002                    | Vald som nummer 21.                     |                                         |
| 1990 | Drake Berehowsky                        | B                                       | Maple Leafs, Penguins, Oilers, Predators, Canucks, Coyotes                           | 1990–2004                               | Vald som nummer tio.                    |                                         |
| 1991 | Maple Leafs saknade val i förstarundan. | Maple Leafs saknade val i förstarundan. | Maple Leafs saknade val i förstarundan.                                              | Maple Leafs saknade val i förstarundan. | Maple Leafs saknade val i förstarundan. | Maple Leafs saknade val i förstarundan. |
| 1992 | Brandon Convery                         | C                                       | Maple Leafs, Canucks, Kings                                                          | 1995–1999                               | Vald som nummer åtta.                   |                                         |
| 1992 | Grant Marshall                          | HF                                      | Stars, Blue Jackets, Devils                                                          | 1994–2006                               | Vald som nummer 23.                     |                                         |
| 1993 | Kenny Jönsson                           | B                                       | Maple Leafs, Islanders                                                               | 1994–2004                               | Vald som nummer tolv.                   |                                         |
| 1993 | Landon Wilson                           | HF                                      | Avalanche, Bruins, Coyotes, Penguins, Stars                                          | 1995–2004, 2008–2009                    | Vald som nummer 19.                     |                                         |
| 1994 | Éric Fichaud                            | MV                                      | Islanders, Predators, Hurricanes, Canadiens                                          | 1995–2001                               | Vald som nummer 16.                     |                                         |
| 1995 | Jeff Ware                               | B                                       | Maple Leafs, Panthers                                                                | 1996–1999                               | Vald som nummer 15.                     |                                         |
| 1996 | Maple Leafs saknade val i förstarundan. | Maple Leafs saknade val i förstarundan. | Maple Leafs saknade val i förstarundan.                                              | Maple Leafs saknade val i förstarundan. | Maple Leafs saknade val i förstarundan. | Maple Leafs saknade val i förstarundan. |
| 1997 | Maple Leafs saknade val i förstarundan. | Maple Leafs saknade val i förstarundan. | Maple Leafs saknade val i förstarundan.                                              | Maple Leafs saknade val i förstarundan. | Maple Leafs saknade val i förstarundan. | Maple Leafs saknade val i förstarundan. |
| 1998 | Nikolaj Antropov                        | C                                       | Maple Leafs, Rangers, Thrashers, Jets                                                | 1999–2013                               | Vald som nummer tio.                    |                                         |
| 1999 | Luca Cereda                             | C                                       | (Spelade aldrig i NHL.)                                                              | (Spelade aldrig i NHL.)                 | Vald som nummer 24.                     |                                         |
| 2000 | Brad Boyes                              | C                                       | Sharks, Bruins, Blues, Sabres, Islanders, Panthers, Maple Leafs                      | 2003–2016                               | Vald som nummer 24.                     |                                         |
| 2001 | Carlo Colaiacovo                        | B                                       | Maple Leafs, Blues, Red Wings, Flyers, Sabres                                        | 2002–2016                               | Vald som nummer 17.                     |                                         |
| 2002 | Alexander Steen                         | C                                       | Maple Leafs, Blues                                                                   | 2005–2021                               | Vald som nummer 24.                     |                                         |
| 2003 | Maple Leafs saknade val i förstarundan. | Maple Leafs saknade val i förstarundan. | Maple Leafs saknade val i förstarundan.                                              | Maple Leafs saknade val i förstarundan. | Maple Leafs saknade val i förstarundan. | Maple Leafs saknade val i förstarundan. |
| 2004 | Maple Leafs saknade val i förstarundan. | Maple Leafs saknade val i förstarundan. | Maple Leafs saknade val i förstarundan.                                              | Maple Leafs saknade val i förstarundan. | Maple Leafs saknade val i förstarundan. | Maple Leafs saknade val i förstarundan. |
| 2005 | Tuukka Rask                             | MV                                      | Bruins                                                                               | 2007–                                   | Vald som nummer 21.                     |                                         |
| 2006 | Jiří Tlustý                             | VF                                      | Maple Leafs, Hurricanes, Jets, Devils                                                | 2007–2016                               | Vald som nummer 13.                     |                                         |
| 2007 | Maple Leafs saknade val i förstarundan. | Maple Leafs saknade val i förstarundan. | Maple Leafs saknade val i förstarundan.                                              | Maple Leafs saknade val i förstarundan. | Maple Leafs saknade val i förstarundan. | Maple Leafs saknade val i förstarundan. |
| 2008 | Luke Schenn                             | B                                       | Maple Leafs, Flyers, Kings, Coyotes, Ducks, Canucks, Lightning                       | 2008–                                   | Vald som nummer fem.                    |                                         |
| 2009 | Nazem Kadri                             | C                                       | Maple Leafs, Avalanche, Calgary Flames                                               | 2010–                                   | Vald som nummer sju.                    |                                         |
| 2010 | Maple Leafs saknade val i förstarundan. | Maple Leafs saknade val i förstarundan. | Maple Leafs saknade val i förstarundan.                                              | Maple Leafs saknade val i förstarundan. | Maple Leafs saknade val i förstarundan. | Maple Leafs saknade val i förstarundan. |
| 2011 | Tyler Biggs                             | HF                                      | (Spelade aldrig i NHL.)                                                              | (Spelade aldrig i NHL.)                 | Vald som nummer 22.                     |                                         |
| 2011 | Stuart Percy                            | B                                       | Maple Leafs                                                                          | 2014–2016                               | Vald som nummer 25.                     |                                         |
| 2012 | Morgan Rielly                           | B                                       | Maple Leafs                                                                          | 2013–                                   | Vald som nummer fem.                    |                                         |
| 2013 | Frédérik Gauthier                       | C                                       | Maple Leafs, Coyotes                                                                 | 2015–                                   | Vald som nummer 21.                     |                                         |
| 2014 | William Nylander                        | C                                       | Maple Leafs                                                                          | 2015–                                   | Vald som nummer åtta.                   |                                         |
| 2015 | Mitch Marner                            | C                                       | Maple Leafs                                                                          | 2016–                                   | Vald som nummer fyra.                   |                                         |
| 2016 | Auston Matthews                         | C                                       | Maple Leafs                                                                          | 2016–                                   | Vald som nummer ett.                    |                                         |
| 2017 | Timothy Liljegren                       | B                                       | Maple Leafs                                                                          | 2019–                                   | Vald som nummer 17.                     |                                         |
| 2018 | Rasmus Sandin                           | B                                       | Maple Leafs                                                                          | 2019–                                   | Vald som nummer 29.                     |                                         |
| 2019 | Maple Leafs saknade val i förstarundan. | Maple Leafs saknade val i förstarundan. | Maple Leafs saknade val i förstarundan.                                              | Maple Leafs saknade val i förstarundan. | Maple Leafs saknade val i förstarundan. | Maple Leafs saknade val i förstarundan. |
| 2020 | Rodion Amirov                           | VF                                      | (Har ännu inte spelat i NHL.)                                                        | (Har ännu inte spelat i NHL.)           | Vald som nummer 15.                     |                                         |